# Kopanong Local Municipality
Kopanong (englisch Kopanong Local Municipality) ist eine Lokalgemeinde im Distrikt Xhariep, Provinz Freistaat, Südafrika. Der Verwaltungssitz befindet sich in Trompsburg. Xolile Matwa ist der Bürgermeister.
Der Name stammt aus dem Sesotho und bedeutet „Treffpunkt“ und steht sinngemäß für Einheit, die Zusammenarbeit zu fördern.

## Städte und Orte
| - Bergmanshoogte - Bethulie - Charlesville - Edenburg - Edenhoogte - Fauresmith - Frayville - Ghost Park | - Ha-Rasebei - Ipopeng - Itumeleng - Jagersfontein - Lephoi - Madigetla - Madikgetla - Maphodi | - Noordmansville - Philippolis - Poding-Tse-Rolo - Qhoweng - Reddersburg - Springfontein - Trompsburg - Verwoerd Dam | - Waterkloof - Williamsville |

## Bevölkerung
Im Jahr 2011 hatte die Gemeinde 49.171 Einwohner in 15.643 Haushalten auf einer Gesamtfläche von 15.645,12 km². Davon waren 71,5 % schwarz, 18,2 % Coloured und 9,4 % weiß. Erstsprache war zu 36,8 % Sesotho, zu 33,8 % Afrikaans, zu 20 % isiXhosa, zu 2,3 % Setswana und zu 1,8 % Englisch.